# Frozen Fever
Frozen Fever è un cortometraggio d'animazione in CGI del 2015 diretto da Chris Buck e Jennifer Lee. Si tratta di uno spinoff di Frozen - Il regno di ghiaccio della Walt Disney Animation Studios. Il film ha debuttato nelle sale cinematografiche accanto al film live-action della Walt Disney Pictures Cenerentola nel 2015 e include la canzone originale Un giorno perfetto ("Making Today a Perfect Day") di Kristen Anderson-Lopez e Robert Lopez, già autori della colonna sonora del film originario. Al corto è seguita, nell'autunno 2017, la featurette Frozen - Le avventure di Olaf.

## Trama
È il diciannovesimo compleanno di Anna: perciò Elsa, Olaf, Kristoff e Sven decidono di preparare una festa a sorpresa per lei. Mentre Kristoff si occupa dei preparativi nel cortile del castello, Elsa organizza un intrattenimento per la sorella: Anna dovrà seguire un filo che la porterà ad una serie di regali nascosti in tutto il regno, per poi condurla alla festa. Elsa però, ha preso il raffreddore e senza rendersene conto ad ogni starnuto produce dei pupazzetti di neve che rovinano le decorazioni della festa. Dopo molte peripezie Kristoff, Olaf e Sven riescono a tenere sotto controllo le dispettose creature e Anna può festeggiare il suo compleanno, dopo la festa Elsa deve suonare il corno delle feste ma con un suo starnuto particolarmente potente produce un'enorme palla di neve che vola fino alle Isole del Sud, centrando in pieno Hans. Alla fine Elsa accetta di farsi curare da Anna e si mette a letto, nel frattempo Kristoff, Olaf e Sven portano i pupazzetti nel palazzo di ghiaccio sulla montagna del Nord, ora abitato da Marshmallow.

## Edizioni home video
Il cortometraggio è stato incluso, come contenuto speciale, nelle edizioni in DVD e Blu-Ray del film Cenerentola ed in seguito nel DVD Walt Disney Animation Studios - Short Films Collection e inoltre anche nel DVD del cortometraggio Frozen - Le avventure di Olaf.